# Ejército cesariano
El ejército cesariano se refiere a las fuerzas armadas desplegadas en la República romana tardía entre el final de la guerra Social y el establecimiento del principado romano (inicios del Imperio Romano) por César Augusto en el año 30 a. C. El nombre deriva de su líder más famoso, el dictador Cayo Julio César (49-44 a. C.).
El ejército cesariano constituye la transición entre el ejército consular (300-88 a. C.), que era una fuerza de carácter temporal sobre la base de reclutamiento obligatorio de los ciudadanos y el ejército imperial del Principado, soldados profesionales, basado principalmente en el reclutamiento de voluntarios. El evento seminal que creó el ejército cesariano fue la concesión, después del fin de la guerra Social, de la ciudadanía romana a todos los socii italianos de Roma, poniendo fin a la estructura dual de las legiones romanas y las de los no ciudadanos. Este último fue abolido, y los aliados de Italia en lo sucesivo fueron reclutados en las legiones romanas. Los aliados no italianos que habían luchado durante mucho tiempo por Roma (por ejemplo, los galos y la caballería númida) continuaron sirviendo junto a las legiones, como unidades irregulares comandadas por sus propios líderes.

## La legión mariana
Las legiones formadas en cohortes de finales de la república y comienzos del imperio a menudo reciben el nombre de legiones de Mario. Tras la Batalla de Vercelae del año 101 a. C. Mario garantizó a todos los soldados itálicos la ciudadanía romana justificando este acto con el comentario de que en el fragor de la batalla no era capaz de distinguir a un romano de un aliado. Esto eliminó la noción de legiones aliadas, y todas las legiones italianas se verían como legiones romanas. Por ello los tres tipos de infantería pesada serían reemplazados por un solo tipo estándar de legionarios, basados en los anteriores Princeps.
El rol de las legiones aliadas eventualmente lo retomarían contingentes de tropas aliadas/auxiliares, conocidas como Auxilia. Los auxiliares surgen por pura necesidad táctica, ya que la infantería pesada legionaria precisaba el apoyo de otros cuerpos de caballería e infantería ligera (junto con hostigadores como arqueros, honderos o lanceros). Tras la reforma de Mario aparecen ya cuerpos irregulares de caballería que reciben el nombre de auxilia, siendo disueltos al finalizar las campañas. Pero es tras la guerra Social (91-89 a. C.) cuando los auxilia reciben el impulso definitivo al desaparecer las Alae Sociorum. Igualmente, cuerpos de arqueros, honderos y caballería son reclutados, muchas veces mediante levas forzosas, entre los diferentes pueblos del Mediterráneo. No obstante, fue César quien sentó las líneas básicas de lo que luego serán los auxiliares imperiales al reclutar entre galos y germanos unidades de caballería. Por otro lado, los cuerpos de infantería auxiliar parecen haber sido más bien una apuesta de Augusto.
Cada Legión tenía un Auxilia del mismo o similar tamaño, que contenía unidades especiales: ingenieros, exploradores, artillería, tropas de asedio, servicios y unidades de apoyo, junto con unidades formadas a partir de no ciudadanos (a quienes se les garantizaba la ciudadanía en la jubilación) y otros. A menudo se formaban en unidades completas, como caballería ligera, infantería ligera (velites), arqueros o trabajadores. También había un escuadrón de reconocimiento de 10 o más tropas de caballería ligera llamados Speculatores, que también servían como mensajeros e incluso como forma de inteligencia militar.
Durante estas reformas, las Legiones también se organizaron en cohortes permanentes por primera vez. Las cohortes habían sido hasta entonces unidades administrativas temporales o fuerzas de trabajo tácticas de varios manípulos, siendo incluso más transitorias que las mismas legiones de comienzo de la república. Ahora las cohortes eran de 6 a 10 unidades permanentes compuestas de 5 a 8 centurias, cada una dirigida por un centurión asistido por un optio, un soldado que podía leer y escribir. Estas se convirtieron en las unidades tácticas básicas de las legiones. El centurión senior de la legión se llamaba Primus pilus, un soldado profesional que hacía también de asesor del Legado.
Cada legión tenía un convoy con el equipamiento de unas 500 a 550 mulas (una mula por cada 10 legionarios). Para evitar que estos convoyes fuesen demasiado grandes, Mario hizo a sus hombres acarrear todo el equipo que pudiesen, incluyendo su armadura, armas y raciones para 15 días. Para facilitarlo, daba a cada legionario un bastón cruzado para acarrear la carga sobre sus hombros. Por esto los soldados recibieron el apodo de "mulas de Mario", por la gran cantidad de carga que tenían que llevar ellos mismos.
Una legión típica de este periodo tenía de unos 4.000 a 5.000 legionarios. Las legiones podían llegar a tener hasta 6.000 soldados divididos en cohortes, aunque más adelante en la historia el tamaño se redujo a 1000 para incrementar la movilidad. El número también dependían de las bajas: Julio César, en su campaña en la Guerra de las Galias a menudo sólo contaba en sus legiones con unos 3.500 hombres.

## Tropas auxiliares del ejército cesariano
Los auxiliares eran guerreros no romanos que combatían en las filas romanas en virtud de acuerdos o tratados. Los auxiliares combatían con su propio equipo y a su peculiar manera, pero siempre al mando de oficiales romanos.

### Celtíberos
Eran muy valorados como infantería auxiliar y, sobre todo, como caballería gracias a su animosidad, a su desprecio del peligro y a su consabida capacidad de vivir con precariedad aunque tenían fama de inestables y volubles.

### Honderos baleares
Los romanos los consideraban más precisos que los arqueros y, en ciertas distancias, más letales. No estaban constituidos en unidades independientes sino que reforzaban a otras en grupos de 100 o 150 hombres. Acompañaron a las legiones romanas que lucharon en la conquista de la Galia.

### Galos
Eran excepcionales jinetes y, como consecuencia de su rápida romanización, pelearon en unidades que combatían equipadas como las propias unidades de caballería legionaria. Sin embargo, tampoco renunciaban a sus tradiciones más crueles... como la de cortar la cabeza a sus enemigos muertos, mostrarlas durante un rato y luego colgarlas del pomo de sus sillas de montar. Roma apreciaba el odio que sentían por sus homólogos germanos, con los que combatían hasta el final.

### Númidas
Eran excepcionales jinetes ligeros, que montaban caballos pequeños, vivaces y resistentes y que desquiciaban a los enemigos con su particular forma de combatir; los númidas galopaban a tumba abierta contra el adversario, lanzaban una o dos de sus ligeras jabalinas y se retiraban a la carrera para volver a embestir de nuevo. Curiosamente, los romanos los sufrieron antes que beneficiarse de ellos: Aníbal alistaba a jinetes númidas con regularidad y fueron actores principales de la victoria púnica en Cannas.

### Germanos
No era normal que unidades de germanos pelearan en el bando romano. Julio César las utilizó a discreción contra los celtas en la conquista de la Galia pero, a partir de ahí, cayeron en el olvido. Sin embargo, los emperadores romanos les procuraron una ocupación: su complexión física, su altura así como su fama de insobornables los volvió insustituibles como guardia personal. Así, formaron parte no solo de unidades "regulares" como los speculatores de Augusto o la Guardia Bátava sino que casi siempre, la escolta de un general era germana. Quizás fuesen incorruptibles a su pesar, ya que casi ninguno hablaba latín.
- Datos: Q8772768